# 益山ジャンクション
益山ジャンクション（イクサンジャンクション）は、大韓民国全北特別自治道益山市にある湖南高速道路（25号線）と益山-浦項高速道路（20号線）を結ぶジャンクションである。

## 接続する路線

### 論山・順天方面
- 湖南高速道路（27番）

### 長水方面
- 益山-浦項高速道路（1番）

## 隣
湖南高速道路
参礼IC - 益山JCT - 益山IC
益山-浦項高速道路
益山JCT　- 完州IC